# Cataulacus reticulatus
Cataulacus reticulatus é uma espécie de formiga do gênero Cataulacus, pertencente à subfamília Myrmicinae.